# Robert Bosch Battery Systems
Die Robert Bosch Battery Systems GmbH mit Sitz in Stuttgart war eine 100%ige Tochtergesellschaft der Robert Bosch GmbH, die Batteriesysteme für unterschiedliche Fahrzeugtypen von Hybridfahrzeugen bis zu batteriebetriebenen Elektrofahrzeugen entwickelte und fertigte. Innerhalb der Firmengruppe gehörte das Unternehmen zur Sparte Bosch Mobility Solutions.
Hervorgegangen ist die Robert Bosch Battery Systems GmbH aus einer Neuordnung innerhalb der Bosch-Gruppe im Jahr 2012, bei der die früheren Geschäftseinheiten SB LiMotive Germany GmbH in Stuttgart und Cobasys LLC mit Sitz in Orion, USA zusammengelegt wurden. Dabei wurde Cobasys LLC zu Robert Bosch Battery Systems LLC umfirmiert.
Vor der Neuordnung hatten die Geschäftseinheiten zu einem Joint Venture zwischen Bosch und Samsung SDI namens SB LiMotive Co. Ltd. gehört, das am 5. September 2012 aufgelöst worden war. Dabei verblieben die Lithium-Ionen-Zellfertigung und die Zellentwicklung bei Samsung, Bosch übernahm das Batteriesystemgeschäft am Standort in Stuttgart-Feuerbach und integrierte Cobasys LLC in seinen Konzern. Bei den Patenten wurde ein wechselseitiger Zugang zwischen Samsung und Bosch vereinbart.
Bis 25. Mai 2016 vertraten Michael Budde und Joachim Fetzer die GmbH als Geschäftsführer, seither war Budde alleiniger Geschäftsführer. Die Produktion befand unter anderem im Werk Springboro, USA, einem früheren Standort von Cobasys LLC. Beliefert wurden unter anderem die Automobilhersteller Fiat, Daimler und BMW. Im Jahr 2017 gab es Aktivitäten, die sich mit einer eigenen Produktion von Batteriezellen befassten, genauso gab es weitere Anstrengungen im Bereich 48V Mildhybrid-Technik. Allerdings wurde in einer Pressemitteilung 2018 dann offiziell bekannt gegeben, dass es keine Investitionen in eine Zellfertigung geben werde. Die 48V Mildhybrid Aktivitäten wurden als einziges weitergeführt. 2019 wurde der amerikanische Teil an American Battery Solutions, Inc. (ABS) verkauft. Der deutsche Teil der Tochter wurde im gleichen Jahr mit den 48V Aktivitäten zurück in die Robert Bosch GmbH überführt.
Von 2000 bis 2018 hatte Bosch im Bereich der Batterietechnik 1.539 Patente angemeldet und gehörte daran gemessen zu den ersten fünf der Branche.